# Jozo Križanović
Jozo Križanović (Vitez, 28. srpnja 1944. – Zagreb, 2. prosinca 2009.) bio je bosanskohercegovački hrvatski političar. Od 2001. do 2002. služio je kao hrvatski član Predsjedništva Bosne i Hercegovine.

## Životopis
Jozo Križanović rođen je u Vitezu. Gimnaziju je završio u Travniku 1963. Potom je pohađao Strojarski fakultet u Sarajevu, gdje je diplomirao 1969. Na istom je fakultetu magistrirao organizacijske znanosti 1982.
Iduće godine izabran je za načelnika Pucareva (Novi Travnik). Na toj je dužnosti ostao do 1984. Predsjednikom Poslovnog odbora SOUR-a Bratstvo imenovan je 1989. i tu ostaje do 1991., kada je imenovan glavnim ravnateljem PS Bratstva, gdje je radio do 1993.
Nakon što je hrvatski član Predsjedništva BiH Ante Jelavić smijenjen odlukom visokog predstavnika Wolfganga Petritscha 7. ožujka 2001., Križanović ga je isti dan zamijenio odlukom Zastupničkog doma PS BiH sa šest glasova za, od čega su bila samo dva hrvatska glasa.
Predsjedao je Predsjedništvom od srpnja 2001. do veljače 2002., a mandat mu je završio izborima 2002., na kojima je za hrvatskoga člana Predsjedništva izabran Dragan Čović.
Na općim izborima održanim u listopadu 2002. izabran je u 4. saziv Parlamentarne skupštine BiH (PS BiH) ispred izborne jedinice 4. u Federeciji BiH. Kao jedan od četiri poslanika Socijaldemokratske partije BiH (SDP BiH) izabranih u PS BiH na ovim izborima (dr. Zlatko Lagumdžija, dr. Sead Avdić i Selim Bešlagić) postaje šef Kluba poslanika SDP BiH u Predstavničkom domu PS BiH.
Na općim izborima održanim u BiH u listopadu 2006. godine ponovno je izabran za poslanika u Parlamentarnoj skupštini BiH i ponovo postaje šef Kluba poslanika SDP BiH, koji uz njega ima još 4 člana: dr. Zlatka Lagumdžiju, dr. Mirjanu Malić, Denisa Bećirovića i Selima Bešlagića.
Dana 2. prosinca 2009. preminuo je nakon komplikacija nastalih zbog operacije u Zagrebu.